# Podział administracyjny Kościoła katolickiego w Tanzanii
Podział administracyjny Kościoła katolickiego w Tanzanii – w ramach Kościoła katolickiego w Tanzanii funkcjonuje obecnie sześć metropolii, w skład których wchodzi sześć archidiecezje i dwadzieścia pięć diecezji.
Jednostki administracyjne Kościoła katolickiego obrządku łacińskiego w Tanzanii:

## Metropolia Arusha
- Archidiecezja Arusha
  - Diecezja Mbulu
  - Diecezja Moshi
  - Diecezja Same

## Metropolia Dar-es-Salaam
- Archidiecezja Dar-es-Salaam
  - Diecezja Ifakara
  - Diecezja Mahenge
  - Diecezja Morogoro
  - Diecezja Tanga
  - Diecezja zanzibarska

## Metropolia Dodoma
- Archidiecezja Dodoma
  - Diecezja Kondoa
  - Diecezja Singida

## Metropolia Mbeya
- Archidiecezja Mbeya
  - Diecezja Iringa
  - Diecezja Sumbawanga

## Metropolia Mwanza
- Archidiecezja Mwanza
  - Diecezja Bunda
  - Diecezja Bukoba
  - Diecezja Geita
  - Diecezja Kayanga
  - Diecezja Musoma
  - Diecezja Rulenge-Ngara
  - Diecezja Shinyanga

## Metropolia Songea
- Archidiecezja Songea
  - Diecezja Lindi
  - Diecezja Mbinga
  - Diecezja Mtwara
  - Diecezja Njombe
  - Diecezja Tunduru-Masasi

## Metropolia Tabora
- Archidiecezja Tabora
  - Diecezja Kahama
  - Diecezja Kigoma
  - Diecezja Mpanda